# Městská knihovna Rakovník
Městská knihovna Rakovník byla založena v roce 1841. V témže roce byly založeny knihovny v Písku, Rokycanech, Zdicích nebo Novém Strašecí. V Rakovníku tehdy žilo téměř 2500 obyvatel.

## Založení a první léta knihovny
Výraznými rakovnickými vlastenci předbřeznové doby byli lékař Matěj Dobromil Štembera a malíř pokojů František Hovorka. První impulz k založení knihovny dal Matěj Dobromil Štembera již v roce 1840, když požádal o darování knih a časopisů pražské vlastence. Dopisoval si s pražským lékařem Antonínem Staňkem, členství budoucí rakovnické knihovny projednával také v Matici české. Štembera získal na nákup knih pro knihovnu od jejích budoucích členů 34 zlatých, další knihy darovali pražští vlastenci. Zahájení půjčování knih bylo oznámeno při bohoslužbě v kostele sv. Bartoloměje 28. února 1841, tento den je považován za den založení knihovny. Knihovna byla umístěna v budově děkanství.
Ve svých Pamětech František Hovorka (ve Státním okresním archivu v Rakovníku je zachován pouze jejich opis) uvádí, že nápad na založení knihovny byl jeho nápadem, který sdělil M. D. Štemberovi. Ferdinand Malec ve své Rakovnické kronice uvádí "Přišel malíř František Hovorka k náhledu, že by bylo žádoucno zaopatřiti knihy ke čtení ve větším množství, lepšího druhu a poučné. Však jakým způsobem? Ti, jenž milovali svůj jazyk mateřský, neměli prostředkův k zakoupení kněh, zámožnější (patriciové) drmolili více němčinu, řeč povznesenou u nich. K těm si netroufal. Svěřil se s myšlenkou tou ranhojiči panu Matěji Štemberkovi, který se ukázal co upřímný vlastenec, návrh Hovorkův schválil a přijal za svůj."
Hovorka do nově založené knihovny daroval několik svých knih. V Pražských Květech vyšla již 11. února 1841 zpráva od rakovnického dopisovatele, že "konečně se zdejšímu panu doktorovi Štemberovi nemalým přičiněním povedlo zříditi u nás českou knihovnu a divadlo."
Štembera byl prvním ředitelem knihovny. Společně s vikářem Josefem Jermanem založili čtenářský spolek, jehož členy byli rakovničtí měšťané a za jejich příspěvky byly nakupovány knihy a časopisy (mj. Pražské noviny, Česká včela a Květy). Kaplan Jerman brzy onemocněl a knihovna přestala fungovat. František Hovorka, který byl také zakladatelem rakovnického divadelního spolku a především zachránce cenného rakovnického archivu, získal nového knihovníka Josefa Hanzlíka a knihovna byla z děkanství přestěhována v roce 1843 do jeho domu čp. 111, ve kterém jí vyhradil zvláštní místnost. V ní se scházela také společnost divadelních ochotníků a dalších měšťanů, z nichž někteří byli členy Matice české. Podle smlouvy všechny knihy, které si pro sebe kupovali, věnovali knihovně. V budově reálky byl vyložen aktuální tisk, zájem mezi měšťany byl velký. Bylo to považováno za nejstarší rakovnickou čítárnu.
V roce 1848 všechny aktivity ustaly, i když současně teprve v tomto roce knihovna získala zásluhou Štemberovou oficiální povolení.
Po Štemberově odchodu do Prahy je František Hovorka nejaktivnější postavou rakovnických vlastenců, v roce 1849 byl jedním ze zakladatelů Měšťanské besedy. Po Františku Hanzlíkovi přebírá knihovnu a stěhuje ji do sídla Řemeslnické besedy. V té době měla knihovna 322 svazků knih a časopisů, revizí bylo zjištěno, že z původního množství chybí nejméně 80 knih.

## František Hovorka v čele knihovny (1851-1873)

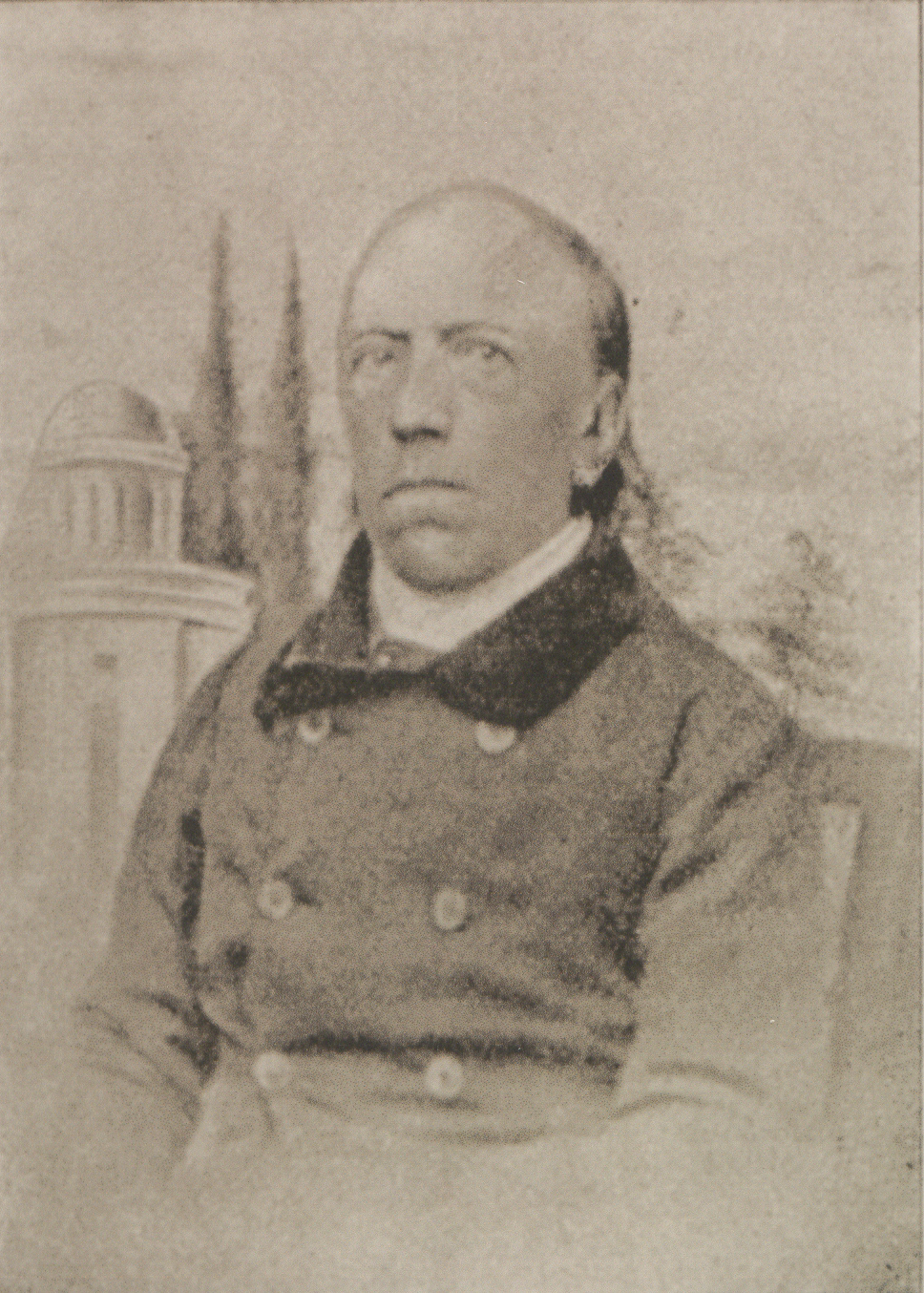
František Hovorka

František Hovorka nakupoval stále knihy za členské příspěvky nebo dary, Štemberu požádal o pomoc při získání německo-českého slovníku, slovník objednal v Praze v domě U Halánků.
František Hovorka byl knihovníkem až do své smrti v roce 1873, tj. více než dvacet let. Současně v 60. letech 19. století zachránil před zkázou historický městský archiv nevhodně uložený ve Vysoké bráně. Všechny archiválie postupně z věže snesl, očistil a zpracoval. Díky jeho úsilí z něho mohli a mohou čerpat historici, prvním byl za svého desetiletého rakovnického působení (1874-1884) na rakovnické reálce spisovatel Zikmund Winter.
V roce 1851 zpracoval Hovorka první Stanovy rakovnické měšťanské knihovny, která zároveň fungovala jako čítárna. Knihy si za poplatek mohli půjčovat nejen členové Měšťanské besedy a Řemeslnické besedy, ale veškerá rakovnická veřejnost. V roce 1853 Hovorka zpracoval Seznam kněh Měšťanské besedě společně přináležících, který obsahoval přes 500 knih a časopisů. Mezi nimi byla všechna tehdy významná díla: Čelakovského Ohlasy, Máchův Máj, Komenského Labyrint světa a Orbis pictus, Erbenova Kytice (první vydání), všechny spisy Boženy Němcové, také staré kroniky a kalendáře, časopisy Lumír, Květy, Světozor, Česká včela či Čechoslovan. Několik nejstarších a vzácných knih z této doby se zachovalo a jsou uloženy v rakovnickém archivu nebo muzeu.
V roce 1852 se knihovna přestěhovala do domu čp. 161 na náměstí, v roce 1853 do hostince U černého orla. V domě vypukl požár, ale knihovna byla zachráněna a měla být přemístěna do hostince U Bílého lva. Tam se nevešla, proto ji Hovorka umístil do vlastního domu na náměstí čp. 162. V roce 1861 požádal o možnost jejího přemístění do budovy radnice, kde byl uložen městský archiv, který stále zpracovával. Pro knihovnu byla v budově radnice uvolněna a rekonstruována jedna místnost i s regály vyrobenými na míru. Knihovna byla sloučena s archivem.
V roce 1864 byl Štembera ve funkci ředitele knihovny vystřídán rakovnickým notářem Aloisem Pravoslavem Trojanem, dozor a rozhodující právo nad knihovnou a archivem vykonávala městská rada. František Hovorka knihovnu spravoval z pověření města vedle své hlavní náplně, kterou bylo zpracování archivu a jeho úředních knih, dobrovolně. Vypracoval nový soupis knih: v roce 1872 bylo v knihovně 2356 českých a 428 německých knih. Dle statistiky, kterou Hovorka po celou dobu svého působení vedl, bylo v letech 1851-1872 půjčeno 61 325 knih a časopisů. V časopise Světozor Hovorka uveřejnil článek o knihovně 11. října 1872. Následujícího roku pořádal městskou radu o ustavení svého nástupce. Zemřel 7. listopadu 1873, pochován je v Rakovníku.

## Léta 1873-1919
Po smrti Františka Hovorky požádal městsku radu o místo knihovníka a archiváře knihař Antonín Láska (1813-1879), 1. prosince na místo nastoupil, knihovníkem byl až do své smrti. Jeho zástupcem byl Václav Knobloch s odměnou 40, později 60 zlatých. Dozor nad knihovnou měl knihovní výbor s dlouholetým předsedou děkanem Josefem Kuchynkou. V roce 1866 založil děkan František Stangler další čtenářský spolek, později sloučený s Měšťanskou řemeslnou besedou. O knihovně v době knihovníka Antonína Lásky se mnoho neví. Ředitel chlapecké školy v té době poslal stížnost na závadnost knih půjčovaných mládeži.
Jeho zástupce Václav Knobloch knihovnu nově uspořádal, protože po Láskově působení byla shledána ve velkém nepořádku a nefungovala. Pro veřejnost byla otevřena znovu 3. srpna 1879, stále zůstávala spojena s archivem. Z té doby jsou zachovány výpůjční deníky (uloženy se Státním okresním archivu Rakovník), mezi jejími uživateli byl v letech 1880-1884 i profesor rakovnického gymnázia spisovatel Zikmund Winter.
Ze zachované účetní knihy z let 1874-1891 je patrné, že bylo nakupováno mnoho beletristických knih zejména od českých autorů, ale i knihy naučné a časopisy vydávané Maticí českou. Finance na nákup knih by stále získávány především z čtenářských příspěvků a od městské rady.
V roce 1897 byla ustaven nový čtyřčlenný výbor. Ve stejném roce místní Sokol založil druhou veřejnou čítárnu v místnostech tehdejšího hotelu Jerie (dnes Tylův dům).
Počátkem 20. století byl v knihovně zaměstnán stále jen jeden úředník, až do roku 1919 fungovala nepravidelně, občas bývala uzavřená. V roce 1909 bylo ustaveno Kuratorium veřejné čítárny zajišťující nákup časopisů a novin a její provoz, předsedou byl lékař Jan Černý. Čítárna se několikrát stěhovala. V roce 1911 byly zavedeny čtenářské legitimace. Před rokem 1918 probíhaly diskuze o spojení knihovny a čítárny.

## 1919 - 1931 (od knihovnického zákona do nástupu Vendelína Punčocháře)
V roce 1919 byl přijat Zákon o veřejných knihovnách, který stanovil, že v obec v každé politické obci musí řídit a financovat veřejnou knihovnu a v městech také čítárnu. Městská rada v roce 1920 rozhodla o nové organizaci knihovny: převzala do své správy i čítárnu a knihovnu se sídlem v budově radnice. Byly stanoveny pevné půjčovní hodiny. Městským knihovníkem byl František Vodrážka (1860-1926). Inspekce Úřadu státního instruktora knihovnického konstatovala nedobrý stav knihovny, její zprávou se městská rada se zabývala. Dalším knihovníkem se stal zaměstnanec městského úřadu romanopisec František Markup (1902-1970). V knihovně pracovali dva zaměstnanci - půjčovní agendu zastával František Vodrážka, František Markup knihovnu vedl, zajišťoval akvizici a katalogizaci, nadále byl stále především úředníkem městského úřadu. To bylo kritizováno při další inspekční návštěvě Úřadu státního instruktora. František Markup v roce 1924 nastoupil vojenskou službu, město vypsalo na místo knihovníka konkurz.
Vybrána byla Amálie Kožminová, učitelka domácích nauk a ručních prací na měšťanské škole. 24. září 1924 byla zvolena do čela knihovny, pomocníkem se stal František Hornof. Za necelý rok požádala o odchod z knihovny a na místo vedoucího knihovny se vrátil po vojenské službě František Markup. Snahou knihovní rady bylo, aby byl Markupovi úvazek v knihovně zvýšen a nebyl současně úředníkem městského úřadu. Ačkoliv období druhé poloviny dvacátých let bylo pro knihovnu obdobím určité stability, trvalým problémem zůstávaly prostory knihovny, protože knihovna i čítárna sídlily stále jen v jedné velké místnosti v budově radnice. Teprve v roce 1929 se knihovna přemístila do tzv. Mayerova domu (čp. 188) do pěti místností (v dalších byla mateřská škola a jedna třída dívčí obecné školy). V roce 1930 knihovní rada vydala nový knihovní a čítárenský řád. Knihovna změnila název na Veřejná knihovna královského města Rakovníka a prezentovala se novým logem.

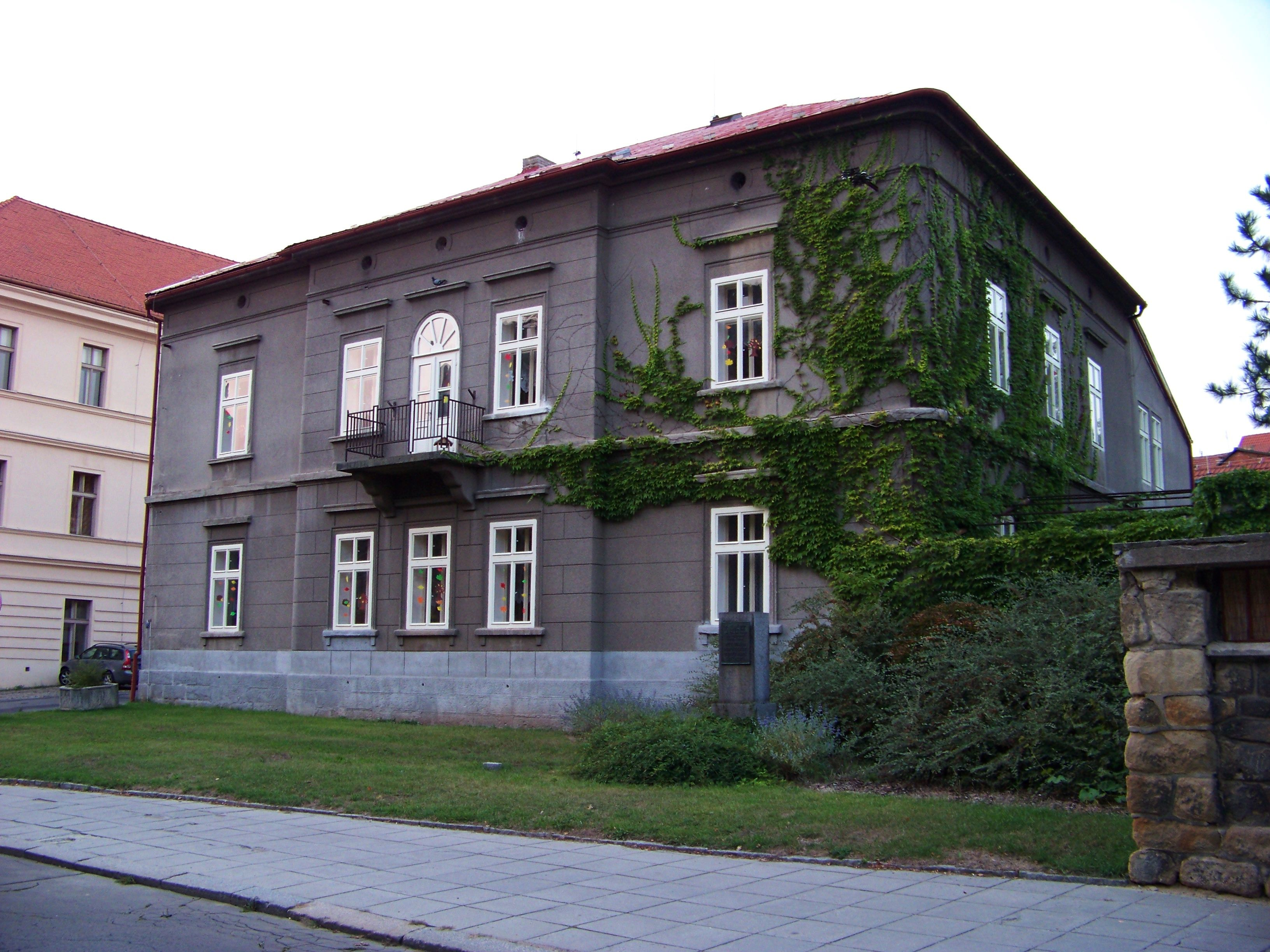
Knihovna v letech 1929 - 1942

František Markup se vzdal svého místa v roce 1930 a na jeho místo byl přijat v roce 1931 Vendelín Punčochář (1910-1977),

## Léta hospodářské krize, válečné období a poválečné roky (do roku 1960)
Vendelín Punčochář nastoupil na místo knihovníka 26. ledna 1931 a v této funkci, později funkci ředitele zůstal více než čtyřicet let. Byl absolventem rakovnické reálky a již v roce 1933 složil knihovnickou zkoušku na Státní knihovnické škole v Praze. Celý svůj profesní život byl velmi aktivní, kromě práce knihovníka a později ředitele Okresní knihovny se zapojil trvale do kulturní činnosti města - byl organizátorem mnoha kulturních akcí, ochotnickým hercem, odborným publicistou a básníkem, v letech 1953-1960 spoluorganizoval hudební a literární večery Divadla hudby a poezie. Byl jedním ze spoluautorů Průvodce po Rakovníku vydaném roku 1966.
Za éry Vendelína Punčocháře se knihovna rozrostla, několikrát stěhovala, trvale prosperovala, vedla přesné statistiky o počtu knih, čtenářů a výpůjček. Počet knih, čtenářů a výpůjček trvale stoupal, i když ve třicátých letech v době hospodářské krize situace nebyla snadná: někdy chyběly finance nejen na nákup knih ale i na platy pracovníků Vendelína Punčocháře a Františka Hornofa. Zájem o půjčování knih trvale rostl i z řad chudších obyvatel - knihovna byla nejlacinější zábavou, byť její hmotné zabezpečení bylo velmi nedostatečné.
Knihovna byla spravována knihovní radou, členy byly rakovnické kulturní osobnosti: archivář, regionální historik a muzejník Jan Renner, učitelé a pedagogové gymnázia či obchodní školy František Janoušek, Josef Koníček a Jaromír Vošahlík.
Počet čtenářů stoupal také z řad studentů, úředníků, učitelů. Napomáhaly tomu i články o městské knihovně z pera Vendelína Punčocháře zveřejňované v Rakovnických novinách od roku 1935. Autor mj. konstatoval, že knihovna musila vycházet vstříc vkusu čtenářů a nakupovat a půjčovat i knihy méně hodnotné. 
Skutečnost, že v roce 1935 byl v Rakovníku uspořádán státní knihovnický kurz s účastí několika desítek knihovníků z celé republiky, bylo známkou výborné činnosti rakovnické knihovny pod vedením Vendelína Punčocháře. Ten byl nejen hlavním organizátorem a pořadatelem, na kurzu přednášel a zajistil účastníkům kurzu exkurze do místních podniků.
Před druhou světovou válkou knihovní fond čítal již více než 8 000 knih pro 500-600 čtenářů, výpůjčky ročně dosahovaly až 17 000 svazků.
Válečná léta byla pro knihovnu složitým obdobím. Z knihovních fondů bylo nařízeno vyřazovat díla některých českých autorů (vyřazeno bylo 1000 knih), naopak bylo nutno zpracovávat seznamy doporučených knihy z oborů "nezávadných", kupovat knihy německé a německý periodický tisk. V roce 1940 byl zakázán přístup židovským občanům do čítárny, později byl zákaz rozšířen na celou knihovnu včetně půjčování knih.
V roce 1942 knihovna přesídlila do čtyř místností (půjčovna, kancelář, dvě místnosti skladů knih) tzv. Donátovy vily (čp. 99/II), pro čítárnu v ní místo nebylo, nebyla otevřena. Ačkoliv fond knihovny byl silně omezen, zájem o knihovnu výrazně rostl - v roce 1939 z 10 691 návštěv na 23 712 v roce 1944. Vyřazené knihy zůstaly v balících, fyzicky bylo zničeno 42 knih, všechny ostatní byly po válce vráceny a opět půjčovány.

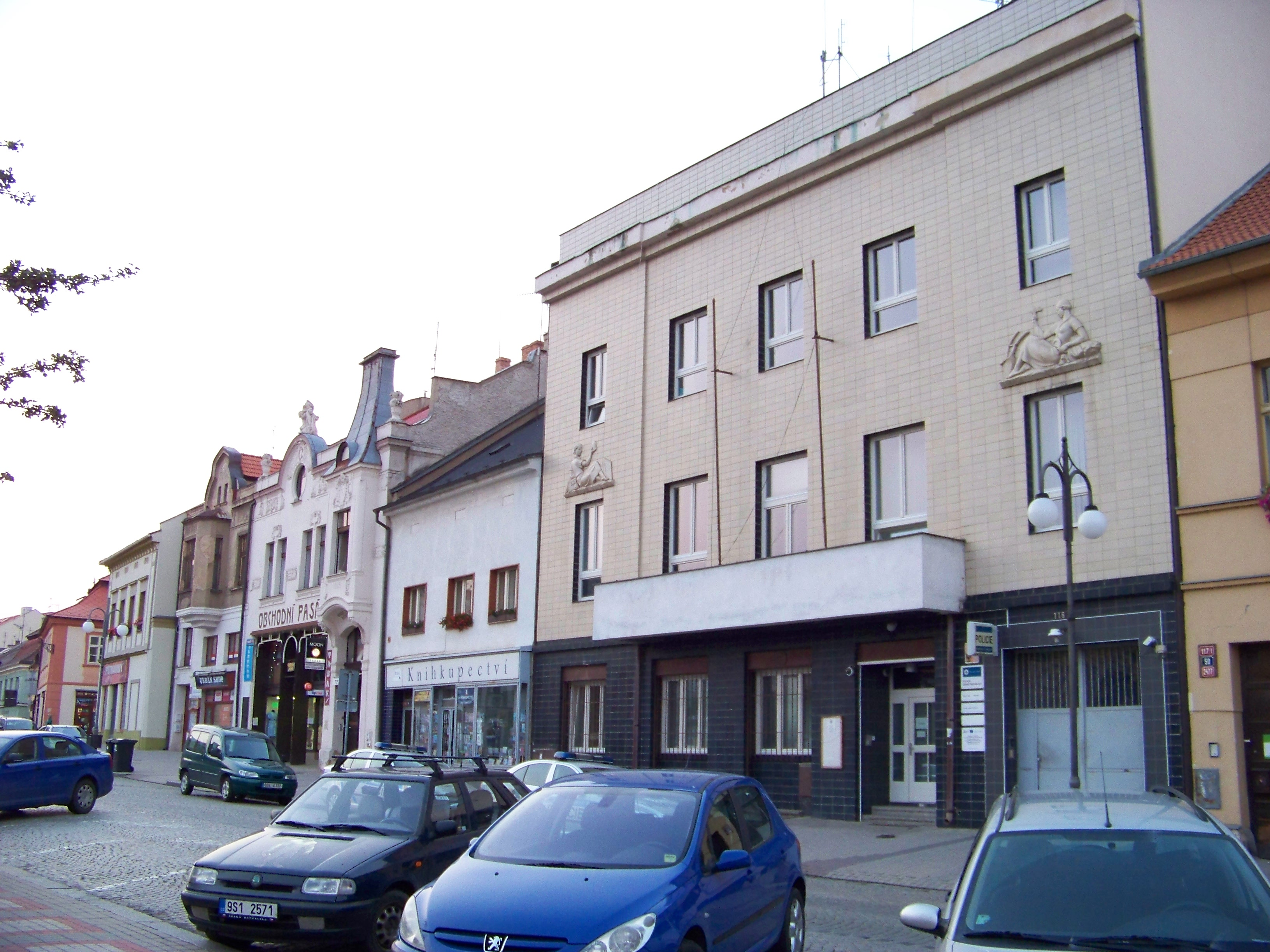
Sídlo knihovny v letech 1948-1951, dnes budova Policie ČR

Brzy po válce se Vendelín Punčochář snažil o získání vhodnějších prostor pro knihovnu, což se hned nepodařilo, naopak klesala i finanční podpora knihovny. Teprve v roce 1948 byla knihovna přemístěna do prostor prvního a druhého patra budovy bývalé Okresní hospodářské záložny na Husově náměstí (čp. 116/I, dnes sídlo Policie České republiky). V té době knihovna měla 15 500 svazků knih a navštěvovalo ji více než 1 000 čtenářů, kteří si půjčili během roku 30 000 knih, o rok později již 58 000. Čítárnu v roce 1949 navštívilo 24 000 čtenářů, knihovna měla kromě čítárny také studovnu (se 30 místy) a byl přijat další (tj. třetí) pracovník.
V roce 1951 se knihovna sloučila s tzv. doplňovací knihovnou pro obecní knihovny v okrese na Okresní lidovou knihovnu v Rakovníku, která mj. zajišťovala doplňování obecních (místních) knihoven v okrese. Současně byla zrušena knihovní rada a Vendelín Punčochář byl jmenován ředitelem okresní knihovny.
Budovu čp. 116/I získal Sbor národní bezpečnosti a knihovna byla přemístěna do bývalého obchodu čp. 165 na Husově náměstí, čítárna byla umístěna znovu v budově radnice. Z rozhodnutí Ministerstva školství a kultury byla vyřazována nevhodná, tzv. revizionistická literatury.

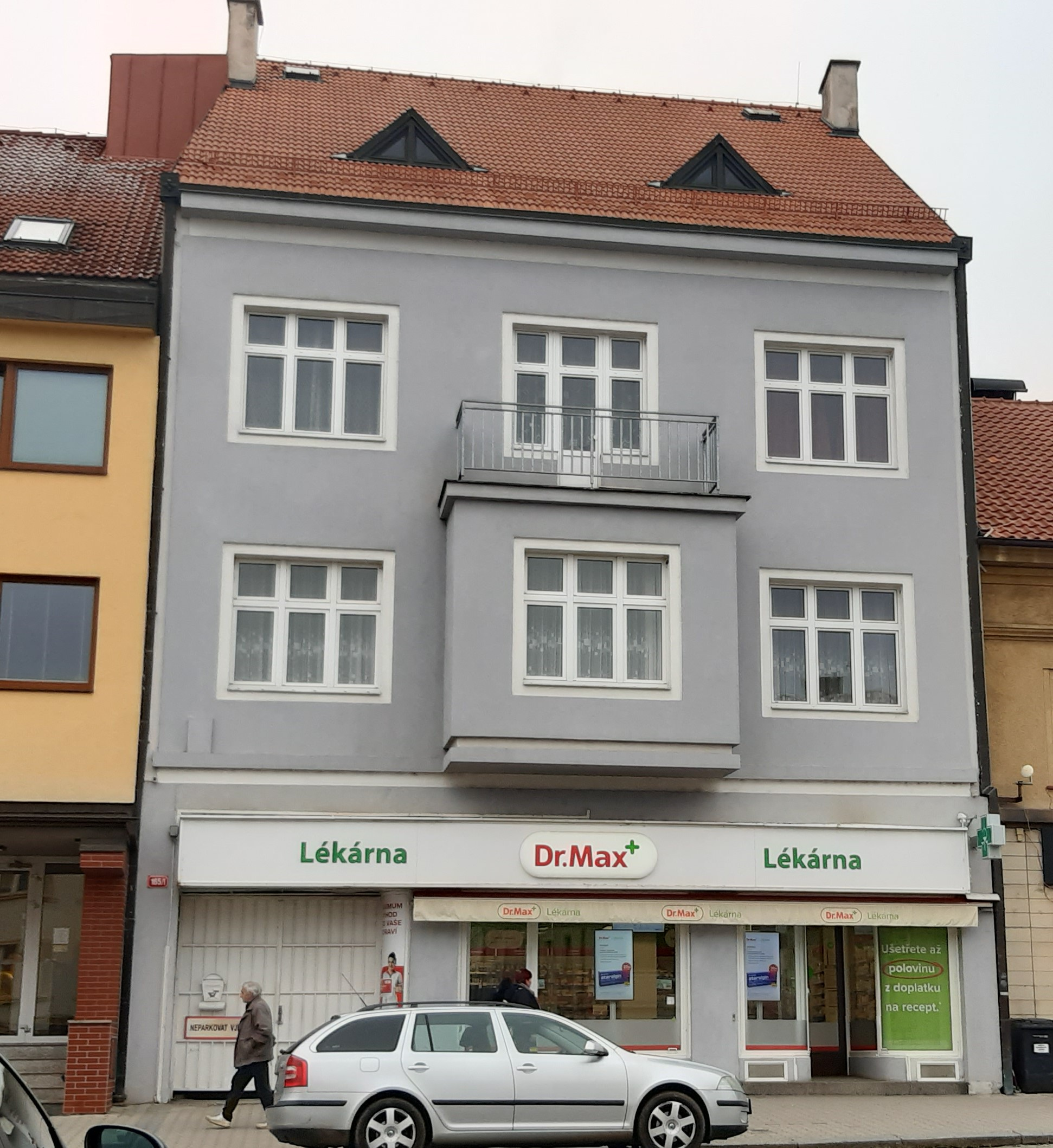
Městská knihovna v domě čp. 165 (Husovo náměstí) od roku 1951

## Okresní knihovna (1960-1989)
V roce 1960 byly zřízeny okresy, k regionu Rakovnicka byly přičleněny obce z části Jesenicka a Novostrašecka. Rakovník se stal sídlem okresu se 114 obecními knihovnami. Pro práci s knihovnami v obcích byla v roce 1961 přijat další pracovník - metodik.
Počet čtenářů, návštěv a výpůjček trvale stoupal, v roce 1965 bylo vytvořeno samostatné dětské oddělení umístěné v bývalém obchodě v Nádražní ulici. V průběhu 60. let bylo přijato několik dalších pracovníků. V 60. a 70. letech došlo k dalšímu vyřazování tzv. nevhodné literatury.
V roce 1973 skončil ve funkci ředitel Vendelín Punčochář, za jehož působení se knihovna výrazně zapsala do historie kulturního dění a života v městě. Po jeho odchodu knihovna pokračovala v činnosti knihovnické, metodické spoluprací s knihovnami v okrese, kulturní i osvětové činnosti. Novým ředitelem byl jmenován Jaroslav Malý (1973-1987) vystřídaný Janem Lopourem (1987-1991).
Finanční zajištění knihovny se výrazně zlepšovalo, zřizovatel knihovny Městský národní výbor knihovně poskytoval přiměřenou finanční podporu.
V roce 1988 knihovna otevřena další oddělení - videopůjčovnu. V roce 1989 získala knihovna na náměstí dům U červeného raka (č.p. 114), kam se po rekonstrukci přestěhovala půjčovna, dětské oddělení, videopůjčovna i vedení knihovny. Nově bylo otevřeno hudební oddělení.

## Od roku 1989

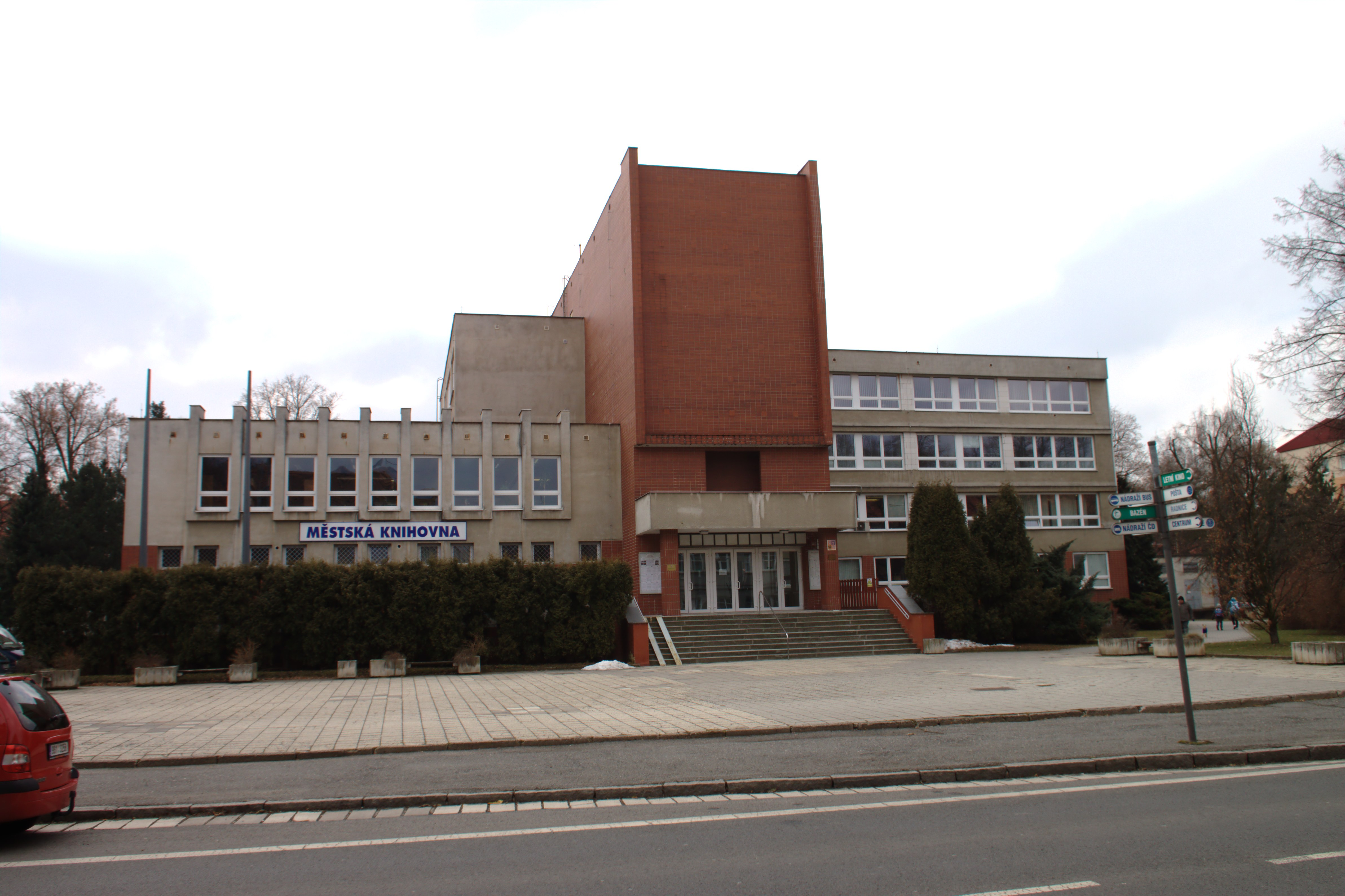
Půjčovna pro dospělé čtenáře v letech 1991-2023

Jana Lopoura vystřídala v roce 1991 Anna Lenčéšová (1991-1997), po ní v letech 1997-2001 Pavel Kumpa. Od roku 2001 je ředitelkou knihovny Milena Křikavová.
V letech 2001 - 2004 byla knihovna organizační složkou města, v roce 2004 jí byl vrácen statut příspěvkové organizace.
V roce 1991 přesídlila půjčovna pro dospělé čtenáře do budovy v části města na Sekyře (budovy bývalého OV KSČ), dětské oddělení zůstalo v budově na náměstí. V témže domě knihovna otevřela Informační centrum města Rakovníka.

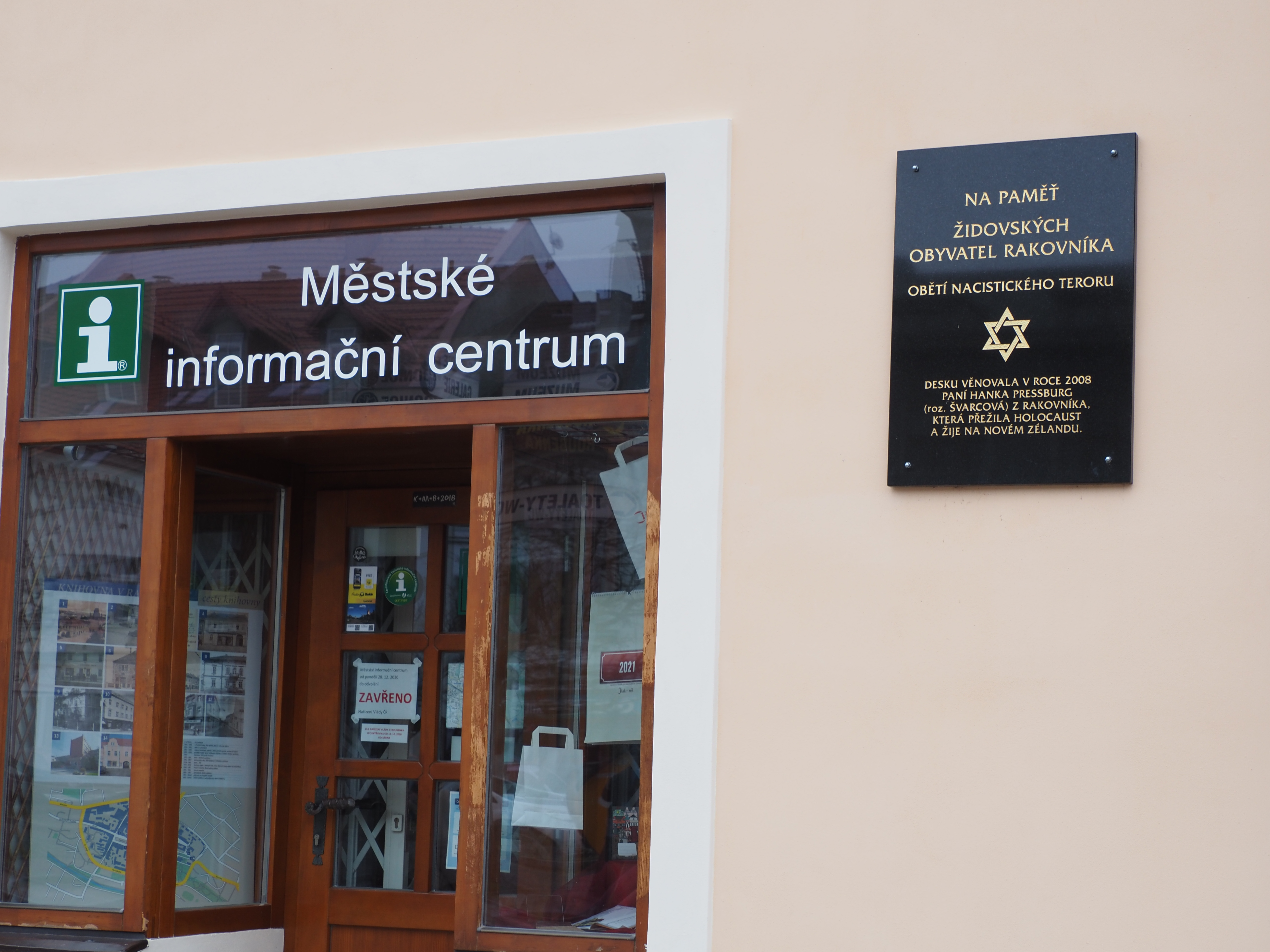
Městské informační centrum (do roku 2023 v budově čp. 114)

Od roku 1993 byl postupně knihovní fond zpracováván do automatizovaného výpůjčního systému Lanius, který byl v oddělení pro dospělé čtenáře spuštěn v roce 1996, v dětském oddělení až v roce 1997. Hudební oddělení otevřené v roce 1999 bylo sloučeno s videopůjčovnou a automatizovaný výpůjční systém byl otevřen v roce 1999.

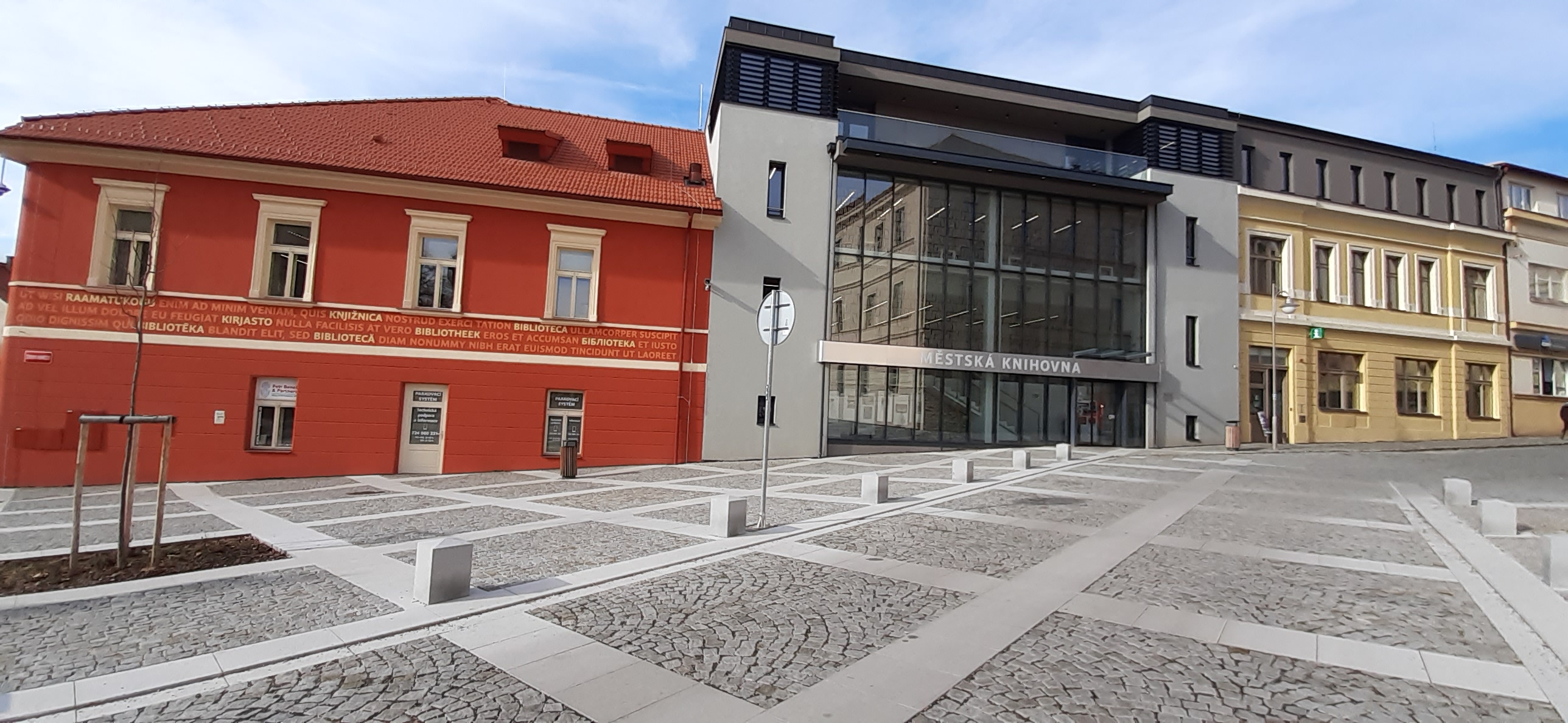
Městská knihovna Rakovník

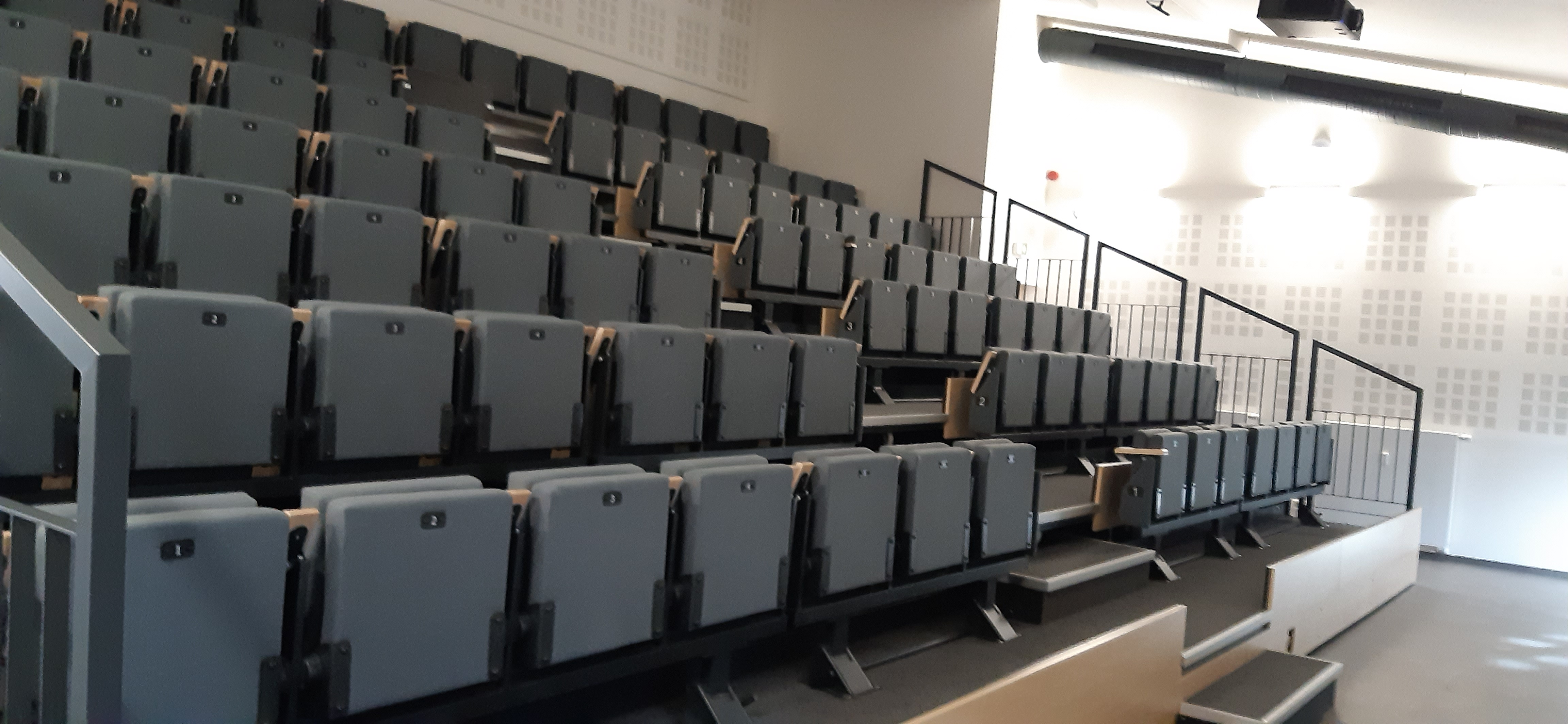
Přednáškový sál

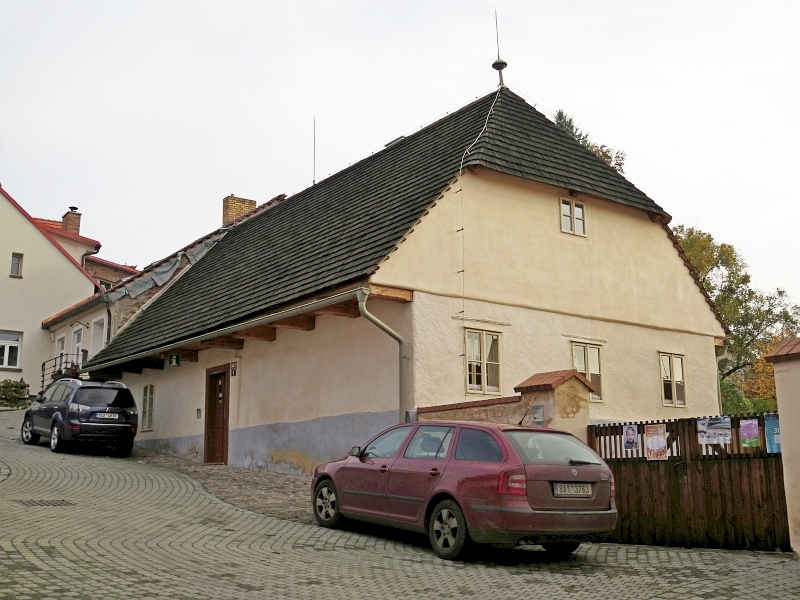
Lechnýřovna

Od roku 2012 má knihovna ve správě památkově chráněnou budovu (poslední roubená stavba v historické části města) zv. Lechnýřovna (V Hradbách čp. 185). Je v ní umístěna stálá expozice věnovaná loutkám a dlouhodobá výstava o pověstech Rakovnicka. Knihovna v budově pořádá krátkodobé výstavy a přednášky. V roce 2023 ji navštívilo 3934 zájemců.
V roce 2016 (v roce 175. výročí založení knihovny v Rakovníku) vydalo knihovna leták Po stopách veřejné knihovny v Rakovníku a informační centrum pořádá historicko-literární vycházku městem.
Od roku 2019 všechna oddělení knihovny pracují v automatizovaném systému Triuvius.
Od roku 2023 sídlí knihovna v nově rekonstruovaném komplexu tří budov na rohu Husova náměstí čp. 114 v těsném sousedství Gymnázia Zikmunda Wintera. Kromě již stávajících oddělení pro dospělé čtenáře, dětské čtenáře, hudebního oddělení, přednáškové místnosti, sálů, studoven a čítáren (včetně letní venkovní) a informačního centra je v přízemí jedné z budov umístěna kavárna. Celou budovou prochází "knihovnická abeceda", tj. skleněné panely s výrazy z oboru knihovnictví, literatury a kultury, kde se vedle sebe prolínají výrazy odborné s laickými.

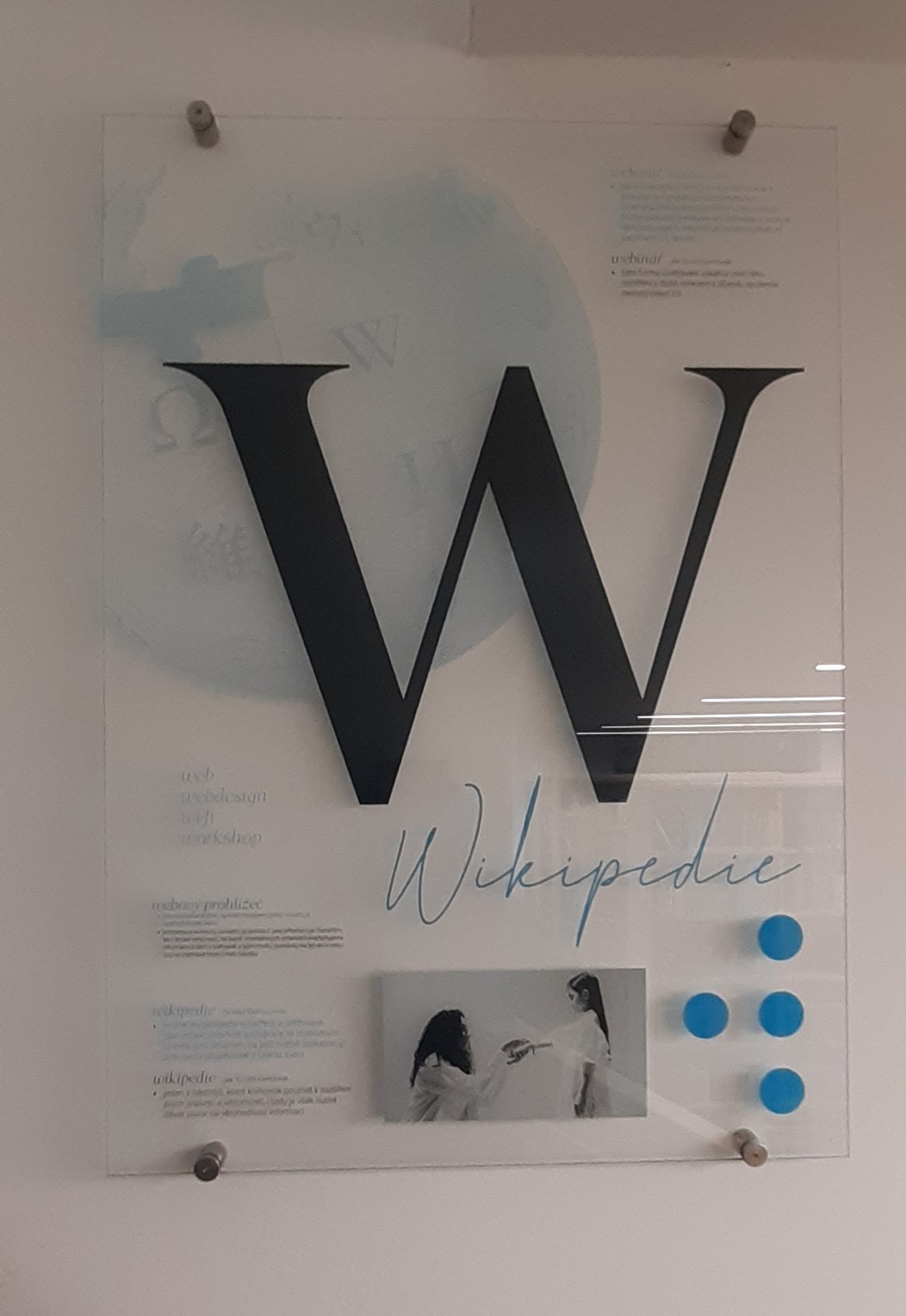
Knihovnická abeceda

Nové umístění knihovny se projevilo výrazným zájmem obyvatel. V roce 2023 měla knihovna 2519 registrovaných uživatelů, kteří si půjčili 96 612 dokumentů, akcí pro veřejnost (přednášky, besedy se spisovateli a pamětníky, koncerty převážně jazzové a folkové hudby, Listování, scénické čtení nebo setkání s veřejností všech věkových kategorií a profesí či semináře pro nezaměstnané) uskutečnila 276, vzdělávacích akcí pro školy a knihovníky 657. Mimořádná akce Rakovničtí čtenáři napříč dobou, při které městem procházel průvod v dobovém oblečení (ve spolupráci s místními ochotníky), je zdokumentována a fotografie jsou trvale vystaveny v jedné ze studoven.
V roce 2024 byla nominována za Středočeský kraj mezi deseti městskými knihovnami České republiky na ocenění Městská knihovna roku. Vyhlašovatel soutěže je organizace Svaz knihovníků a informačních pracovníků společně se Svazem měst a obcí.

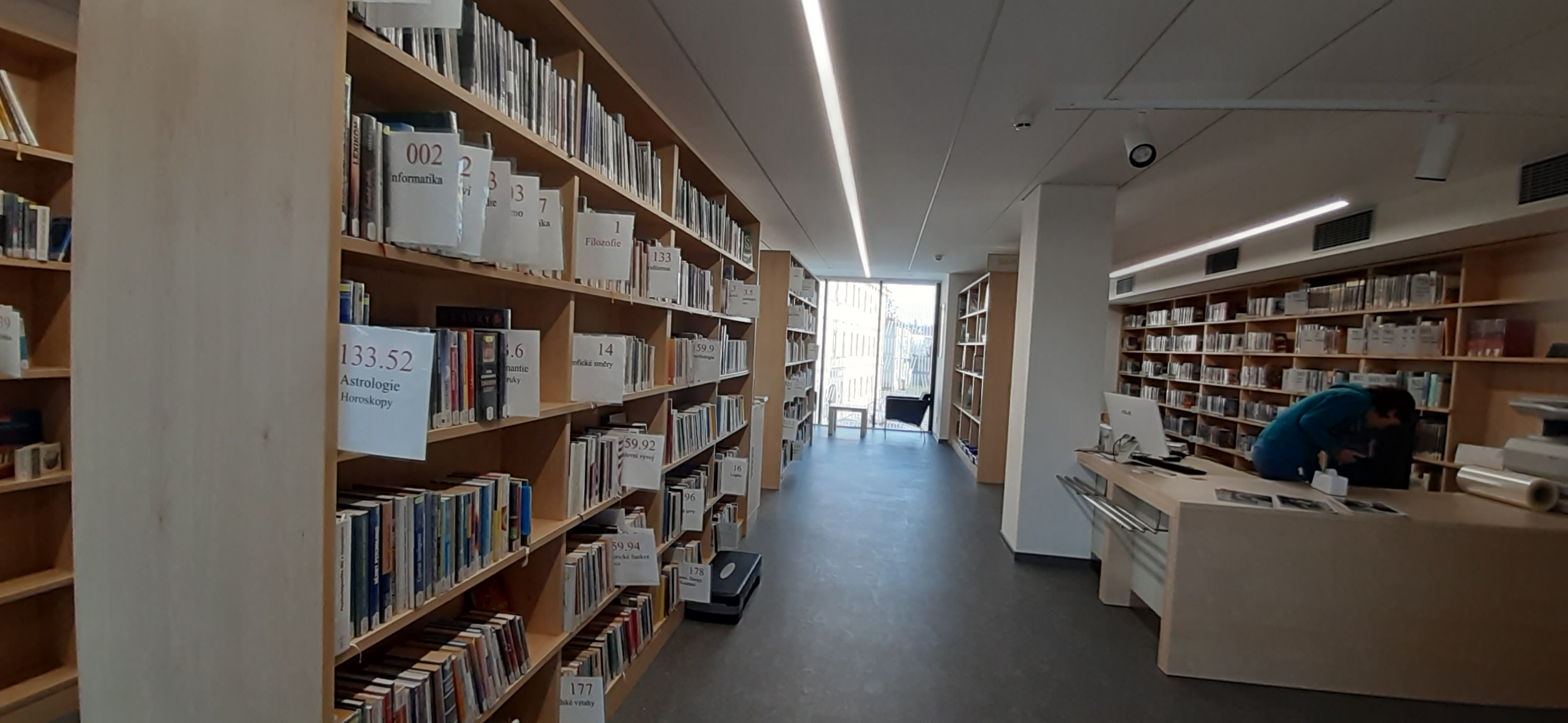
Interiér knihovny (oddělení pro dospělé čtenáře)

## Seznam literatury
- ČERNÝ, Jan (ed.). Rakovnické paměti 19. století. Zápisky Františka Hovorky. Kronika Ferdinanda Malce. Rakovník: Státní okresní archiv, 2010.
- KÁDNEROVÁ, Jiřina. Založení a počátky městské knihovny v Rakovníku. Středočeský sborník historický, ročník 10, 1975, s. 85-99.
- ŠVARC, František. Dějiny okresní knihovny v Rakovníku a veřejných knihoven na Rakovnicku. Rakovník: Rabasova galerie, 1995.